# Mouhssine Abdelmoumen
Mouhssine Abdelmoumen (ur. 25 marca 1985 w Al-Muhammadijji) – marokański piłkarz, grający jako pomocnik.

## Klub

### FAR Rabat
Zaczynał karierę w FAR Rabat. 
W sezonie 2011/2012 (pierwszym w bazie Transfermarkt) zagrał 4 mecze i miał asystę.
W kolejnym sezonie zagrał 9 meczów i strzelił gola.

### Difaâ El Jadida
10 stycznia 2013 roku przeniósł się do Difaâ El Jadida. W tym zespole zadebiutował 10 lutego 2013 w meczu przeciwko Hassania Agadir (porażka 1:0). Na boisku pojawił się w 82. minucie, zastąpił Soufiane Gadouma. Łącznie zagrał 4 mecze. 

### Hassania Agadir
1 stycznia 2014 roku przeniósł się do Hassania Agadir. W tym klubie debiut zaliczył 15 lutego 2014 roku w meczu przeciwko Wydad Casablanca (wygrana 1:0). Zagrał cały mecz. Pierwszą asystę zaliczył 14 grudnia 2014 roku w meczu przeciwko KAC Kénitra (wygrana 1:2). Asystował przy golu Soufiane Zakarii w 81. minucie. Łącznie zagrał 27 meczów i trzy razy asystował.

### Maghreb Fez
1 lipca 2015 roku dołączył do Maghreb Fez. W tym klubie debiut zaliczył 13 września 2015 roku w meczu przeciwko FUS Rabat (1:1). Zagrał całe spotkanie. Łącznie wystąpił w 5 spotkaniach.